# コーチング
コーチングとは、
1. 運動・勉強・技術などの指導をすること[1]。英語 coach の動詞のうちコーチする意味の現在分詞。
2. 促進的アプローチ、指導的アプローチで、クライアントの学習や成長、変化を促し、相手の潜在能力に働きかけ、最大限に力を発揮させることを目指す能力開発法・育成方法論の仮説に基づいた手法の一つ。[2][3][4]。ただし、自己啓発セミナーに起源をもつと言うこと以外に世界的に合意された明確な定義は存在しない[5]。人間性心理学をルーツとするコーチングについてはパーソンセンタード・コーチングを参照。
3. 馬車を疾駆すること（使用例：コーチング・クラブ（英語版），コーチング・イン（英語版））。転じてドライビングのように単なる乗馬や競馬の意味でも用いられる（例：コーチングクラブアメリカンオークス）。
4. 上述のほかにも、ハーバード大学医学部系列の精神病院であるマクリーン病院（英語版）では、精神病者や薬物中毒者の社会復帰を支援したりケアしたりするメンタルヘルス業務を、カウンセリングやセラピィングと区別してコーチングと呼び、病院付属のコーチング研究所を設けて取り組みを進めている[6]、などの例がある。

本記事では2.について述べる。なお、コーチングの由来となったコーチとの差違は以下のとおりである。
「コーチ」は、中世ヨーロッパの交通の要所で馬車の産地だったハンガリーの「コチ」（Kocs）に由来し、鉄製のサスペンションを使った快適なコチ産の大型馬車が「コチの馬車（コチ・セケール）」と呼ばれるようになってヨーロッパに広まり、やがて「コチ」という言葉がヨーロッパで普通名詞化していき、500年ほど前から「馬車」そのものを意味するようになった言葉である。英語圏ではそこから転じて、人を目的地まで連れて行ってくれるというアナロジーから鉄道の客車やバス、運転手付きの自動車もコーチと呼ばれるようになっていった。さらに、教師が鞭を使って教えていた時代の1830年頃、オックスフォード大学の学生間のスラングにおいて、試験対策のための家庭教師（private tutor）が「目的地に連れて行く手段である馬車」に引っ掛けて「コーチ」と通称したことが由来となり、インストラクターやトレーナーをも指すようになったとされる。イギリスではこれが広まり、1861年にはスポーツのトレーナーもコーチと呼ばれるようになった。その後、コーチという用語は1900年以降、英語圏発祥のスポーツで使用され、1950年代にビジネスマネジメントの世界でも使われ始めた。

## 概要
コーチングは1990年ごろからアメリカを中心に広まり、2000年ごろから、日本でも経営者やマネージャーの研修に用いられるようになった。個人の成長や組織の発展を後押しする活動として知られている。2007年時点で様々な分野に広まったが、ビジネス分野で人材開発の手法として最も認知された。アメリカでは主に個人を対象とするが、日本では企業の組織開発のための管理職研修という形で広まり、コーチングを名目としたリストラが行われたり、追い出し部屋などで退職を促す会話手法として用いられたりしている。誰かを助けたりアドバイスする人の多くが2007年時点で「コーチ」の肩書を自称したが、その10年ほど前に「コンサルタント」を名乗っていた者がコーチを名乗るケースも多かった。
コーチングはピラミッド・スキーム的な資格商法を通じて広まったが、ビジネスであり専門的職業ではないため、参入障壁はなく、だれでも自称することができる。アメリカでは子育て中などに最適な在宅ビジネスワークとしてコーチングの資格を与える詐欺的商法が横行し、連邦取引委員会（FTC）が2013年1月に悪質な事業者を社名と経営者名をあげて摘発・公表して注意喚起を促して以来、連邦取引委員会の消費者保護局がコーチングは詐欺、虚偽の広告、顧客への金銭的損害を発生させる可能性が高いとして厳しい姿勢で臨む一方、インターネットだけではなくスマートホン向けにもコーチング、特に資格取得をともなうビジネスモデルへの注意喚起動画を制作し広報に努めている。また、被害に遭った消費者に替わって連邦取引委員会が民事訴訟を起こせる制度を活用して、コーチングの悪質な事業者に損害賠償請求を行い、2021年12月時点で10,749 人の消費者に対して総額2500万ドルを超える金額を返金し、2022年8月にはコーチング全般にわたる注意喚起を改めて行った。2024年1月29日には、ヒスパニック系コミュニティをターゲットにしてコーチング事業を行っていた事業者に解散命令を下ている。
コーチングは、ヒューマンポテンシャル運動の中心エサレン研究所で行われた潜在能力開発実験、そこから生じた自己啓発セミナーをルーツとする。多対多で行われる自己啓発セミナーに対し、コーチングは1対1で行われる。エサレン研究所には心理療法やグループ体験、ボディワーク、自己啓発、スポーツの研究者・トレーナーが集い、コーチングにはそうしたヒューマンポテンシャル運動の思想・テクニックが取り入れられている。普及や勧誘にはマルチ商法的な手段が用いられたが、自己啓発セミナーよりは健全な方向に発展した。コーチングでは、人間は能力を持つ存在であり、より良く生き、より良い仕事をすることを望んでいると捉え、クライアントが自覚していない潜在的な知識やスキル、潜在能力を解放させ、それを知恵にまで高め、結果に結びつけ、最大限に成果を挙げさせることを目指すとする。内的静寂の発展を援助することができると考えられている。初期の先駆的なコーチングのコーチたちの教えには、比較的健康で健全な人々がより人生を楽しみ自己実現した人生を送ることができるというメタエートスが見られる。またコーチングのコーチは、クライアントをビジネス、教育、人生における思想や行動に根本的な変革をもたらし得るため、広い意味で政略的であるという意見もある。
コーチングが始まった当初は、ほとんどが電話で行われていた。ネットでも行われるようになり、2016年時点でも電話・ネットによる直接対面しないコーチングは少なくない。コーチングに支援だけでなく指導が含まれるという見解と、含まれないという見解がある。期間は4-6カ月程度が適当とされ、1年を超えると効果が落ちると考えられている。
コーチングは、カウンセリングの質問技法の中の未来質問や具体化質問など、狭い領域に絞り込んだ目的思考の質問をビジネスライクに行うことに特徴がある。クライアントに関わり合い、相手に委ねること（コミットメント）が必要とされる。コーチングのコーチを自称する人々が行うコーチングの内容は、それぞれ大きく異なっており、コーチングには様々な種類、名称、学派、手法がある。クライアントはコーチを尊敬し、信頼する必要があるが、それにはコーチの誠実さと一定以上の結果、ある程度時間が必要である。
精神的成長を扱うが、精神衛生は対象ではない。カウンセリングが治療、コンサルティングが「解決策の提示」を目的とするのに対し、コーチングはクライアントが目標を達成することを助ける「支援」を主な目的とする。クライアントを支援するためのコンサルテーションにおいて、クライアントが自己責任を負うプロセス・コンサルテーションの一つであり、クライアントが一定の責任（指示通りに薬を飲むなど）を負う医療の専門家によるコンサルテーションとは異なる。クライアントが自身の考えをしっかり内省でき、社会的責任を取ることができる必要があるので、幼い子供や、精神的・肉体的に問題を抱えるクライアントには推奨されない。心理療法やカウンセリングは、必要な場合はコーチングの要素を含むが、コーチングの中で心理療法を行うことは不適切とされる。しかし、実践においてクライアントの未来や生活のポジティブな側面だけを扱うことは困難であり、専門家の中には、コーチングの中でカウンセリングを行うことを認めるべきという意見もあり、コーチングとそれ以外の領域の境界は曖昧である。コーチングに定まった定義がないため、コーチングとカウンセリングなどの違いといった有効性の範囲と限界をはっきりさせたり、職業倫理を明確にすることが難しいという問題がある。ビジネスの世界では、コーチングとメンタリングが同じ意味で使われることも多いが、メンタリングは徒弟制度というコンセプトに端を発しており、経験豊富な年上の者が知識や経験を年下の者に伝えるもので、コーチングと違い上下関係がある。コーチングはメンタリングの一部であるという見解もある。
コーチングは、ビジネス・コーチング、エグゼクティブ・コーチング、ライフ・コーチングなどに特化して提供されることがある。ライフ・コーチングは人生に関するコーチングを行うが、臨床心理士などの心理的な問題を扱う公的な専門資格を持っている人は少ない。コーチングのコーチには資格よりも実務経験が求められている。
コーチングの方法論は、目標へのモチベーション、幸福、希望や目標達成を高め、不安やストレスを軽減すると考えられている。しかし、実証研究は限られており、内容を公にせず有効性が実証できない研究に基づくモデルを教えるコーチも多い。コーチングのコーチ達の前身は多様で、コーチング産業は幅広い教育分野を実践に取り入れており、これはコーチングの強みでもあるが、コーチングが実際どんな状況で、優れたコーチになるにはどうすればいいかわかりにくいという弱みにもなっている。
コーチングは組織開発の一手法として、管理職研修などで行われることもあるが、組織文化にコーチングのマインドが合わなければ成果は出にくい。企業のマネジメントの一手法であるが、マネジメントそのものを代替する手法ではなく、組織に明確なマネジメントがない場合も上手く機能しにくい。個人にとっても組織にとっても大きな投資であるが、その有効性を判断するわかりやすい指標は存在しない。

## 歴史
『コーチングのすべて』（2007年、邦訳2012年）の著者ジョセフ・オコナーとアンドレア・ラゲスは、コーチングの創成期で最も重要な人物は、ワーナー・エアハード（1935 - ）とトマス・レナード（1955 - 2003）で、最大の貢献者はレナードであると評している。コーチ・コンサルタントの菅原裕子は、ティモシー・ガルウェイをルーツの一つに挙げている。3人とも自己啓発セミナーならびにヒューマンポテンシャル運動の周囲で活動していた。
ワーナー・エアハードは、自動車や百科事典のセールスマンを経て、自己啓発セミナーの草分けだったマインド・ダイナミックスのトレーナーとなって、エサレン研究所等でヒューマンポテンシャル運動、ポジティブシンキング（キリスト教の異端的潮流ニューソートの教義）、セルフヘルプ、ナポレオン・ヒルやジョセフ・マーフィーの成功哲学、セールスマン精神、禅などの東洋思想の影響を受け、これに新宗教サイエントロジー等をつぎはぎしてアメリカナイズし、1971年にエアハード式セミナートレーニング（エスト）という大人数を対象とする自己啓発セミナーを始めた。ヒューマンポテンシャル運動の研究成果とニューソートの系譜の積極思考を混ぜた彼の自己啓発に関するアイデアと手法は、当時画期的なものであり、人々に自分の未来を自分の過去ではなく、望む未来を基準点にして創るよう教えた。
トマス・レナードは、エアハードの支援を得て人間の潜在能力・可能性を最大限に「引き出す」ことを重視した現在につながるコーチングの形を提示した。レナードはエストの後継組織であるランドマーク・エデュケーションの予算部長から独立した同社の金融アドバイザーで、エアハードの信奉者のひとりであり、ランドマークのセミナーにも精通していた。レナードは、大人数を対象にしていたランドマークとは異なり、個人を対象にしたいと考えており、金融アドバイザーとして仕事をするうちに、顧客がそれ以上のアドバイスを求めていることに気がつき、エスト（ランドマーク・フォーラム）、カール・ロジャースのカウンセリング理論、神経言語プログラミング等の知識を利用しながら、コーチングの方法論を作っていった。
レナードは1988年に、「デザイン・ユア・ライフ」というコースで指導を行い、1989年には「カレッジ・フォー・ライフプランニング」というコースを設立した。コーチングはここから、レナードと仲間たちのグループによって形成されていった。様々な企業を起こしたレナードは会社運営への興味が薄く、当時コーチの育成をする気もなかったため、1991年にカレッジ・フォー・ライフプランニングを閉鎖。
レナードは1992年に、エストの関係者でレナードの講座を受けたローラ・ウィットワース（Laura Whitworth、- 2007）が、Karen Kimsey-House、Henry Kimsey-House と共にコーチングのコーチを育成するために構想したコーチ・トレーニング・インスティテュート（CTI）の設立に協力した。一方でレナードは、同じ1992年にコーチ・トレーニング・インスティテュート（CTI）と競合関係となるコーチ・ユー（Coach U）を設立した。ウィットワースとレナードは共にエアハードのエストを受けてエアハードのセミナー会社の従業員になった人物で友人でもあり、2つの組織はエストを元ネタとしてコーチングの普及を図る協業関係でもあった。
レナードは1994年に、国際コーチ連盟（International Coach Federation）を設立したが、プロコーチの団体を求める人々とレナードの関心にはズレがあり、のちに脱退。1996年にコーチ・ユーを売却し、2000年にコーチング・ポータルサイトのコーチヴィル（Coachville）を設立した。2002年には、コーチング業界全体の基準と意識の向上を目指す専門団体 The Association for  Coaching（AC）を設立した。
レナードはさらに、コーチング団体のLCC版となる International Association of Coaches（IAC）設立の準備を始めたが、2003年に47歳で死去、IACは彼の死後同年に設立された。IACはコーチの認定とコーチングの倫理基準を推進している。また2005年には、トップレベルのエグゼクティブ・コーチと指導者の認定を行うことを目指す団体 the  Association  for Professional Executive Coaching and Supervision (APECS) も設立されている。
ティモシー・ガルウェイは、エサレン研究所のスポーツセンターで活動し、エアハードのテニスコーチとして彼の知遇を得た。ガルウェイは「ヨガ・テニス」と名付けたスポーツを始め、1974年に『インナーゲーム』を著し、これがコーチングが始まる契機のひとつとなった。ガルウェイは、人間性心理学、仏教、スポーツ心理学、無意識のプログラミングという考え方をまとめ、テニスプレイヤーの敵は対戦相手と自分自身であると説いて、革新的なテニスへの取り組み方を示した。1人の人間の中には2人以上の人間がいるとし、本能的に無心にプレイしようとするセルフ2と、セルフ2を観察し、命令し評価し、もっとうまくプレイさせようとするセルフ1の存在を想定し、セルフ2はセルフ1の声・支配によって緊張し、委縮し、失敗してしまうので、コーチの役目は、対象者の心がセルフ1に支配されずセルフ2が自由にプレイできる状態（潜在能力が発揮されている状態）にさせることなのだとした。スポーツ選手の間で、彼のスポーツ・コーチングの思想は人気となった。一方、指示・命令型の支援をしていたスポーツのインストラクターやコーチは、彼の考えを従来のスポーツ指導を否定するものとして敵視し、理解しなかったと言われる。
ガルウェイは自身のコーチ観を取り入れたビジネス書を書いたり、コーチングのコースを設けるなどして活躍の場を広げた。彼の著作はヒューマンポテンシャル運動の思想を背景に、テニスの本としてだけではなく、自分の能力を最大限に引き出すための考え方として、スポーツに限られず様々な分野で受容された。支援型のスポーツコーチたちは、スポーツ以外の領域にも進出していった。ガルウェイ自身はコーチを育てることに興味がなく、育成が課題として残された。ガルウェイの理論は、エサレン研究所で行われたゲシュタルト療法や神経言語プログラミング等と共に、自己啓発の活動家たちに影響を与えた。『インナーゲーム』は2年後の1976年に邦訳され話題になったが、日本のスポーツ指導に大きな変化はなく、菅原裕子は、日本では「スパルタコーチ」をあるべきコーチの姿と理解し、有名な監督・スパルタコーチの「しごき」の手段を真似て、コーチングとして受け継いでいる側面もあったようだと述べている。
1990年代には、元軍人・スポーツマンでエサレン研究所にいたジョン・ウィットモア（John Whitmore）は、ガルウェイのスポーツコーチングを研究し、ガルウェイが訓練したチームを率いて、イギリスをはじめヨーロッパにインナーゲームをもたらした。IBMのスポーツ好きのエグゼクティブたちにテニスとゴルフのレッスンを行い、IBMに招待されマネージャーたちにコーチングを教えた。ウィットモアはビジネスの世界にコーチングを導入し、インナーゲームからGROWモデルを考案した（GROWは Goal(s), Reality, Options, Way forward の頭文字）。1991年にはイギリスにコーチング・アカデミー、2000年にはヨーロピアン・コーチング・インスティテュート、2001年にはブラジルにインターナショナル・コーチング・コミュニティ（ICC）が設立された。1991年にはジュリオ・オラーラがニューフィールド・ネットワークを始め、ラファエル・エチュベリアと共にフェルナンド・フローレスの哲学を発展させたオントロジカル・コーチング（存在論的コーチング）に取り組み、のちに南米やスペインに広まっている。

### 日本
島津幸一がアメリカから移入した自己啓発セミナーライフ・ダイナミックスから分派した自己啓発セミナーIBD（It’s a Beautiful Day）の主宰者伊藤守 (コーチング)が、1997年にコーチU（エアハードおよびレナード系）のフランチャイズとしてコーチ・トゥエンティワン（現在のコーチ・エィ）を設立した。これが、日本で最初の自己啓発セミナーの系譜のコーチングの組織的な導入であり、日本でもアメリカ同様に、自己啓発セミナー関係者たちが、初期のコーチングを広めていった。2000年にリクルート出身の榎本英剛がCTIジャパン（エアハードおよびウィットワース系）を設立。コーチ・エィ（旧コーチ・トゥエンティワン）もCTIジャパンもエストから派生した国際コーチ連盟（ICF）の傘下にある。独自のコーチング資格を付与するほかのコーチング・セミナー団体はここから分派したものである。伊藤守は複数ブランド戦略をあきらめ、2001年にコーチ・トゥエンティワンをコーチ・エィに、2019年にはコーチU（Coach U）もコーチ・エィに事業統合した。
ライフ・ダイナミックスも1988年の夏に、アメリカの提携先自己啓発セミナーの拠点があったコロラド州に社員を派遣し、コーチングのノウハウを学ばせていたが、伊藤のIBDのような業態転換を行うことなく2000年に解散した。また、1985年に日本に進出したエストの後継組織ランドマーク・エデュケーションは、コーチングという用語を前面に押し出すことはなかったものの、その手法を取り入れた自己啓発セミナーを行っていた。
カルロス・ゴーン率いる日産では、「上にも下にもはっきりとものが言えない」日産管理職の典型的な傾向を解決するため、外部に研修を委託し、コーチ・エィのコーチング研修を取り入れ、2002年度から部長・課長職を対象にコミュニケーション能力向上のための研修を行った。日産のコーチング研修は、他の改革と相まって業績回復に寄与したと考えられており、日本でコーチングが知られるひとつの契機になったようである。研修はコーチングのスキルを活用したものとされ、日産は「コーチング研修」としてテレビなどのメディアに取材させた。原口佳典は、日産の研修はコミュニケーションのスキルを身に着けさせるためのものであり、コーチングを「役割」ではなく「スキル」であるとしており、従来のコーチングとはかなり変質しているとし、日産の研修の取材を通し日本のメディアに誤ったコーチング観が広まった可能性を指摘している。
1990年代から2000年代には、患者やリハビリに関する医療関係者向けのコーチング、教師向けの教育に関するコーチング、親向けの子育てに関するコーチングの書籍も増加している。
2008年には日本を拠点とするオーストラリア出身のプロコーチのアンソニー・クルカス（Anthony Clucas）らが、コーチのための大規模組織や大きなイベントの必要性を感じ、ICF東京チャプターを設立、クルカスが代表に就任した。当初公用語は英語だったが、2010年に日本語も加えられて日本人コーチの参加も増え、2013年に国際コーチ連盟日本支部に変更している。2020年には、ICF本部の名称変更に伴い国際コーチング連盟日本支部に名称を変更し、同様に2021年にはブランドロゴの変更をしている。
NHKがクローズアップ現代で、2003年に日産のコーチング研修を紹介しており、日本でコーチは600人いると述べていた。2011年に社長向けのコーチングを紹介している。

## 手法・流派
コーチングは、観察、信頼関係の構築、傾聴、質問、気づきの促進、誘導、提案等のスキルが必要とされる。ディグマン（Myra E. Dingman）は2004年にコーチングの過程を比較し、次の6段階が一般的にみられるとした。
1. 形式的な契約
2. 関係の構築
3. アセスメント
4. フィードバックを行い、よく考えること
5. 目標設定
6. 実施と評価

コーチングの成否はコーチとクライアントの「相性」が大きいと考えられているため、初期の契約と関係の構築の段階が重視されている。
『コーチングのすべて』では、主なアプローチとしてインテグラル・コーチング、オントロジカル・コーチング、神経言語プログラミング（NLP）コーチング、ポジティブ心理学コーチング、インナーゲーム、コーアクティブ・コーチング、GROWモデル、行動コーチングが取り上げられている。GROWモデルは強力で利点があるが、心理学者以外がこれを行う傾向があり、基礎的な心理学知識を持たずに実施されている。
経営コンサルタントの山本和隆は、アプローチやコンセプトでの分類として、ヒューマンポテンシャル運動から派生した自己啓発セミナーの関係者に始まる自己啓発系（日本で最も多い）、様々に論争のある神経言語プログラミングを用いるNLP系（最も経済的に成功したコーチのトニー・ロビンズはここの出身で、日本ではPHP研究所がNLPコーチングを提供している）、心理学の一つであるポジティブ心理学に基づいたポジティブ心理学系、カウンセリングや心理療法を行う公的な資格を持つ専門職が専門知識に基づいて行うサイコロジスト系、チリ人のフェルナンド・フローレスの存在論的哲学に基づく哲学系（オントロジカル・コーチング）、ニューエイジ系の思想家のひとりケン・ウィルバーのインテグラル思想を源とするニューエイジ系を挙げている。アメリカのコーチ・UとCTIジャパンの両方の課程を修了しているコーチの本間正人は、この二つの（自己啓発系の）コーチングはルーツが同じであることが感じられ、体系的だが科学的であるとは断言しがたく、科学よりは禅に近いように思う、と述べている。
シティ大学ロンドンの心理学名誉教授スティーブン・パーマーと公認職業心理学者でコンサルタント・コーチのアリソン・ワイブラウが編集した『コーチング心理学ハンドブック』では、コーチング心理学者等に採用されている方法（サイコロジスト系）として、認知行動コーチング、行動コーチング、解決焦点化コーチング等の一般的な方法と、ナラティブコーチング、実存主義的コーチング、ゲシュタルトコーチングといったあまり行われていない方法が紹介されている。
1990年代に主流だった商業的コーチングの養成プログラムは、徐々に論理的でなくなっていき、大学でコーチングや心理学に基づくコーチングの講座が増えるのに逆行するように、ランドマーク・フォーラムのセミナーのようなヒューマンポテンシャル運動の思想やメソッドに近づいている。ヒューマンポテンシャル運動や自己啓発セミナーがニューエイジ（精神世界・スピリチュアル系）と関係が深いためか、神経言語プログラミングなどのコーチングのテクニックと引き寄せの法則（積極思考）等のスピリチュアル系・オカルト思想を混ぜて指導を行い、コーチを名乗る者もいる。

## 心理学とコーチング
ライフ・コーチは心理学者やカウンセラーの活動領域に進出しており、2017年時点でライフ・コーチを雇っている人も少なくないが、専門家たちが活動領域を取り戻そうとする動きもある。大学などアカデミックな世界で研究・教授されるようになってきているが、心理学等の専門家たちが、在野で発展したコーチングと自分たちの領域を区別する向きもある。
『コーチング心理学ハンドブック』では、在野で発展したコーチングに対し、心理学研究に基礎を置くコーチングモデルを用いる分野をコーチング心理学と呼んでいる。ポジティブ心理学と密接に結びついており、オーストラリア心理学会コーチング心理学利益団体（IGCP）はポジティブ心理学の応用分野であると見做している。
コーチング心理学は人間性心理学の伝統をルーツとし、ポジティブ心理学やヒューマンポテンシャル運動を生み出した潮流と関係があるという。スポーツ心理学、カウンセリング心理学、臨床心理学、産業・組織心理学、健康心理学が交差するところにある。ヒューマンポテンシャル運動は何でもありの折衷主義であり、この「うまくいくものは何でも使い、うまくいけば、さらにそれを使う」という哲学が、現代のコーチング産業発展の力になった。しかし、ヒューマンポテンシャル運動の折衷主義が無批判な反知性主義に向かったことで、厳格な議論や実証ができない事態に陥り、反知性主義と科学への猜疑心から、科学的研究に基づく心理学者のコーチとそれ以外のコーチの間には緊張関係が生じた。『コーチング心理学ハンドブック』では、コーチングの心理学の研究とコーチング心理学という専門領域は別れて発展したとされている。

## 問題点や危険性
コーチングは、良い効果をもたらす可能性がある反面、「人を変える」「人が変わる」ことを扱うため、ルーツを同じくする自己啓発セミナーや組織開発と同様、害悪をもたらしうる危うさがある。
例えば、部下やクライアントが必要十分な知識・ノウハウの指導（ティーチング）を受けていない状態でコーチングを行うと、それは相手への支援ではなく、わからない・知らないことを詰問する行為になりかねず、相手を傷つけ、自尊心を損なう可性がある。簡単な訓練を受けただけの人が部下にコーチングを行い、相手をより混乱させることも少なくない。必要な訓練を受けていないコーチが理論的基盤のないコーチングモデルをクライアントにあてはめて介入し、心理的健康問題を見抜けず悪化させ障害を引き起こしている状況があり、無資格のライフ・コーチへの疑念の報道も増加した。しかし、そもそもコーチには資格も条件もないため、不満や意見の矛先もなく、問題の実態の把握は困難である。
手軽で簡単なテクニックと考える風潮もあり、「部下の話をよく聞き、相手をほめて、承認して、ソフトタッチに接していくこと」といった誤解も見られる。
一般的にはコーチビジネスは、ライフスタイルやビジネスチャンス程度にしか考えられず、無批判に受け止められ、養成講座が流行するといういびつな状況となっている。アメリカでは、子育て等の理由で在宅ビジネスの仕事を求める消費者に対して、電話だけで可能な職業としてコーチングの資格を与える詐欺的商法が横行し、連邦取引委員会（FTC）が悪質な事業者を社名と個人名をあげて摘発・公表するとともに、2013年1月に消費者情報としてコーチングの詐欺的商法に関する注意喚起を行った。

## 専門性と信頼性
コーチングを行う人はコーチを自称しているが、自己啓発セミナー同様、質を保証する公的な資格等は存在しない。ある程度の長さ・内容の訓練を受け経験を積んだコーチもいれば、会社の簡単な研修を受けただけで部下にコーチングを行う人もいる。コーチ養成組織には資格商法としか言えないものも少なくなく、数日の訓練を受けて料金を払えば「認定マスターコーチ」を名乗ることもできる。しかし、コーチングの技術は短時間で身につくほど簡単なものではなく、ティモシー・ガルウェイは、実習を伴わない安易なコーチ育成プログラムは「そのほとんどが多大な時間と金を費やしたあげくに、期待を大きく下回る成果しか確認できず、プログラムは失敗に終わる」と述べ、コーチングの技術は実践を通してのみ身に着けることができるという見解を示している。コーチング産業自体、コーチによるコーチングの実践ではなく、商業的コーチング養成組織による利益が占める部分が大きい。コーチの本間正人は、日本でも英米同様にコーチ養成会社が乱立し、トレーニング内容の質が不十分な団体もかなりあると指摘している。2002年の段階で、日本のコーチで、コーチングによる収入だけで生計を立てている人は少なく、職業としてのコーチが育っているとは言えない状況であった。
ジョン・ウィットモアは、コーチのほとんどは自分たちが行っていることの心理的原則を十分理解しているとはいいがたく、理解していなくてもコーチングの方法を表面的になぞることはできるかもしれないが、期待するような結果は出ないだろうと述べている。コーチング心理学者のアンソニー・グラントは、ほとんどのコーチは心理学や行動科学の素養がなく、2008年時点でコーチングの信頼性は低く、コーチの専門職業意識は希薄であると述べている。
コーチング市場の拡大に伴い、主要な利用者である企業が、エグゼクティブコーチに大学院レベルの行動科学の資格を求めるなど要求水準が高まり、市場では変革が起こりつつあり、実証的なコーチングや心理学に基づくコーチングを学べる大学も増えた（2008年時点）。要求水準の高まりに伴い、コーチングと関係がない・またはほとんど関係がない学位を持つ人が、コーチングの学位を持っていると詐称するなどの問題も生じている。大学と提携した商業コーチング学校が、必ずしも専門性や実証性が保証されているわけでもなく、コーチング学校が自社製品を提携する大学が認めた研究と勝手に偽って展示するなどの協働の失敗事例もある。
医療や心理学の関係者以外のコーチが多いアメリカでは、「誰が心理学的方法を実施できるか」という法的問題が生じている。イギリスでは、コーチング提供者は外部の大学で資格を得て、専門機関から認定を受けている。
コーチングの組織としては、アメリカで自己啓発セミナーから派生した系統の国際コーチ連盟(International Coach Federation)、the Association for  Coaching（AC）、the  Association  for Professional Executive Coaching and Supervision (APECS) 、イギリスで科学的根拠に基づいたコーチングを主導するBPS-SGCP（British Psychological Society-Special Group in Coaching Psychology）やISCP（International Society for Coaching Psychology）といった有力団体があり、様々な流派の団体が興亡している。日本では1999年に国際コーチ連盟の倫理規定に基づいて活動する日本コーチ協会が設立され、2000年にNPOの認証を受けている。

## コーチングの種類
「The Handbook of Coaching」の著者であるハドソン(Hudson,F.M.)によると、コーチングは「ビーイング・コーチング(Being Coaching)」「パフォーマンス・コーチング(Performance Coaching)」に大きく分けることができるとし、長い人生ではどちらとも必要となり、相互に影響し合うと述べている。
| 分類                                             | 説明 |
| ------------------------------------------------ | --- |
| ビーイング・コーチング(Being Coaching)           | クライアントの内面(Inner Work)に関わるコーチングで、レジリエンス(resilience)や信念(beliefs)、価値観(values)、自己肯定感(self-esteem)、目的(purpose)などを扱う。                                                                  |
| パフォーマンス・コーチング(Performance Coaching) | クライアントの外的な事象(Outer Work)に関わるコーチングで、目標達成(reaching goals)や成績向上(performing well)、アクションの選択(choosing the actions)、効果的なアクションの実行(executing those actions effectively)などを扱う。 |

また、CTIジャパンを設立した榎本英剛は、岡本呻也のHPに掲載された2003年のインタビューで「パーソナル・コーチング」と「コーポレート・コーチング」を紹介している。
| 分類                                          | 説明 |
| --------------------------------------------- | --- |
| パーソナル・コーチング (personal Coaching)    | クライアントの人生全体をテーマとして扱う。 人生はいろいろな要素が複雑に絡み合っており、どれか一つだけを取り上げるだけでは見逃してしまう部分が出てくるため、人生を一つの要素だけではなく、それら全体を視野に入れながらクライアントを支援していくコーチングである。 通常はクライアント個人がコーチに報酬を支払う。 |
| コーポレート・コーチング (Corporate Coaching) | 組織の目標達成のために、企業なり組織が経営者や管理者のためにコーチと契約して、通常はその企業なり組織がコーチに報酬を支払うものである。 「エグゼクティブ・コーチング」は、コーポレート・コーチングの範疇に入るが、クライアントによっては、パーソナル・コーチングに関わるテーマも当然ありうる。                    |

そして『コーチングとは何か』の中で、榎本英剛と増田弥生は、米国の企業で見られる典型的なコーチングは大きく2種類あると述べている。
1. 「エクゼクティブ・コーチング」
  - 一部のエグゼクティブを対象に、フォーマルに実施するコーチング。これはエクゼクティブが現在の任務をよりよく遂行するためや、ポテンシャルの高いエクゼクティブの育成手段として活用されるものである。
2. 「インフォーマル・コーチング」
  - マネジメント・スキルの一環として全社的に広く日常的に行われるコーチング。主として、パフォーマンス・マネジメントと部下の育成に役立つ手段として企業内で広範に活用される。

日本におけるコーチングとエクゼクティブ・コーチングの現状について研究した慶應義塾大学の古畑は、上記の榎本・増田のいうインフォーマル・コーチングは、本間の「ビジネス・コーチング」と同じである、と述べている。
なお、古畑は上述の「パーソナル・コーチング」と「コーポレート・コーチング」「ビジネス・コーチング」を参考に、コーチングを公式なものとそうでないものとに区分している。
| 名称                     | 内容/フォーマルorインフォーマル |
| ------------------------ | --- |
| パーソナル・コーチング   | 個人のクライアントを対象にする外部コーチによるコーチング。 コーチングの目標やテーマは主として人生全体や個人の内面に関わるものを扱う。 通常はクライアントが個人的にコーチング費用を負担する。〈フォーマルな関係〉                                                                     |
| コーポレート・コーチング | 主として企業や組織の管理職層以上の個人を対象に、外部コーチまたは社内コーチが行うコーチング。 個人の組織内におけるパフォーマンス向上や行動変容をテーマとすることが多いが、必ずしもそれに限定されない。 コーチングの費用は通常クライアントの属する組織が負担する。〈フォーマルな関係〉 |
| ビジネス・コーチング     | 組織の中で、主として管理者層が、インフォーマルにコーチング・スキルを活用して、部下を指導するもの。 コーチングのテーマは部下の目標設定や行動変容、業務向上などを主なテーマとするが、必ずしもそれに限定されない。 コーチに支払う費用は発生しない。〈インフォーマルな関係〉             |

コーチングのアプローチについては、イギリスの大学でコーチングのプログラムディレクターを務めるBachkirovaが著書『The Complete Handbook of Coaching(2010)』で、コーチングが拠って立つべき理論として、社会心理学、学習理論、人間発達および組織開発の理論、実存主義および現象学的哲学をあげており、これらの理論とコーチングが行われる領域との組み合わせを示している。この内容を西垣悦代が「コーチングの理論と領域のマトリクス」として表を作成している。
| コーチングの理論的伝統       | コーチングの領域と内容 | コーチングの領域と内容 | コーチングの領域と内容 | コーチングの領域と内容         | コーチングの領域と内容 | コーチングの領域と内容 | コーチングの領域と内容 | コーチングの領域と内容 | コーチングの領域と内容 | コーチングの領域と内容 | コーチングの領域と内容 |
| ---------------------------- | ---------------------- | ---------------------- | ---------------------- | ------------------------------ | ---------------------- | ---------------------- | ---------------------- | ---------------------- | ---------------------- | ---------------------- | ---------------------- |
| コーチングの理論的伝統       | スキル＆パフォーマンス | 発達コーチング         | 変容的コーチング       | エグゼクティブ＆リーダーシップ | 管理職コーチング       | チームコーチング       | ピア・コーチング       | ライフコーチング       | キャリアコーチング     | 異文化コーチング       | メンタリング           |
| 精神力動的アプローチ         | ＊                     | ＊                     |                        | ＊＊                           |                        | ＊                     |                        |                        |                        | ＊                     |                        |
| 認知行動コーチング           | ＊＊                   | ＊＊                   | ＊＊                   | ＊＊                           | ＊＊                   | ＊＊                   | ＊＊                   | ＊＊                   | ＊＊                   | ＊                     |                        |
| 解決焦点化コーチング         | ＊＊                   | ＊＊                   |                        | ＊                             | ＊                     | ＊                     | ＊                     |                        |                        |                        |                        |
| 人間中心的アプローチ         | ＊                     | ＊＊                   |                        | ＊                             |                        | ＊                     | ＊＊                   | ＊＊                   | ＊＊                   |                        | ＊                     |
| ゲシタルトアプローチ         | ＊                     | ＊                     | ＊                     |                                | ＊                     | ＊＊                   |                        | ＊                     |                        | ＊                     |                        |
| 実存主義的コーチング         | ＊                     |                        | ＊                     | ＊                             |                        |                        |                        | ＊                     | ＊                     | ＊                     |                        |
| 存在論的コーチング           | ＊                     | ＊                     |                        | ＊                             | ＊                     |                        |                        |                        |                        | ＊                     |                        |
| ナラティブコーチング         |                        | ＊＊                   |                        |                                | ＊                     | ＊                     |                        |                        |                        | ＊                     |                        |
| 認知発達コ－チング           |                        | ＊＊                   | ＊＊                   |                                | ＊＊                   |                        |                        |                        |                        | ＊                     |                        |
| トランスパーソナルアプローチ | ＊                     | ＊                     | ＊                     | ＊＊                           |                        | ＊＊                   |                        | ＊                     | ＊                     |                        |                        |
| ポジティブ心理学アプローチ   | ＊＊                   | ＊                     |                        | ＊                             |                        | ＊                     |                        | ＊                     | ＊                     | ＊                     |                        |
| 交流分析とコーチング         |                        |                        |                        | ＊                             | ＊                     | ＊                     |                        | ＊                     | ＊                     | ＊                     |                        |
| NLPコーチング                | ＊＊                   | ＊                     |                        | ＊                             | ＊                     | ＊                     | ＊                     | ＊                     | ＊                     | ＊                     |                        |